# Lista de presidentes de Comunidade Valenciana
O Presidente da Comunidade Valenciana é o chefe do Conselho de governo valenciano, eleito pelas cortes valencianas e, como tal, representante ordinário do Rei de Espanha na na comunidade local.
Aos presidentes da Comunidade Valenciana correspondem o tratamento de Muy Honorable Señor ("Muito Honorável Senhor", em espanhol).
| Nº | Nome                 | Início | Fim        | Partido   |
| -- | -------------------- | ------ | ---------- | --------- |
| -  | Josep Lluís Albiñana | 1978   | 1979       | PSPV-PSOE |
| -  | Enrique Monsonís     | 1979   | 1982       | UCD       |
| 1. | Joan Lerma           | 1982   | 1995       | PSPV-PSOE |
| 2. | Eduardo Zaplana      | 1995   | 2002       | PP        |
| 3. | José Luis Olivas     | 2002   | 2003       | CC        |
| 4. | Francisco Camps      | 2003   | 2011       | PP        |
| 5. | Alberto Fabra        | 2011   | 2015       | PP        |
| 4. | Ximo Puig            | 2015   | Atualidade | PSPV-PSOE |